# 何塞·马里亚·卡拉特拉瓦
何塞·马里亚·卡拉特拉瓦（西班牙語：José María Calatrava，1781年2月26日—1846年1月16日）是19世纪西班牙法学家和政治人物。

## 生平
1781年2月26日出生于梅里達。早期是加的斯省和莱昂省的律师和法官，后因宣扬自由主义思想而被流放海外。1820年西班牙爆发立憲革命，他被赦免，继而成为最高法院法官。1823年“自由的三年”结束后开始流亡英格兰和法国。十年后费尔南多七世逝世，得以重返西班牙。在玛丽亚·克里斯蒂娜摄政时期的1836年8月14日接替伊斯图里斯担任大臣会议主席（首相）。
1840年10月31日至1843年5月9日，担任西班牙最高法院院长。